# Herbert Kappler
Pour les articles homonymes, voir Kappler.
 (décembre 2007).
Si vous disposez d'ouvrages ou d'articles de référence ou si vous connaissez des sites web de qualité traitant du thème abordé ici, merci de compléter l'article en donnant les références utiles à sa vérifiabilité et en les liant à la section « Notes et références ».
Herbert Kappler, né le 23 septembre 1907 à Stuttgart et mort le 9 février 1978 à Soltau est un militaire allemand, officier SS (Obersturmbannführer) et commandant des services secrets et de la Gestapo de Rome, qui organisa en particulier le massacre des Fosses ardéatines.

## Le nazisme
Électricien en 1929, il adhère au NSDAP le 1er août 1931, à l'âge de 23 ans. Il devient alors Sturmtruppen de la SA, ayant le rang peu élevé de Mann. Il entre ensuite comme Anwärter (candidat) chez les SS, étant officiellement admis le 8 mai 1933 après six mois d'endoctrinement. En raison de son affiliation antérieure à la SA, il reçoit le chevron d'honneur de la Vieille Garde, dédié aux membres du parti nazi ayant adhéré avant l'accession d'Hitler au pouvoir. Il est d'abord assigné à la Allgemeine-SS dans la région de Stuttgart. 
En 1935, il fait son service militaire en tant que Schütze, sortant avec le grade de Feldwebel (sergent) de réserve. Volontaire à la Sicherheitspolizei (SD), il est promu Scharführer (sergent) et assigné à des tâches à la Gestapo de Stuttgart, faisant ainsi la rencontre de Reinhard Heydrich. Devenu Oberscharführer, il est envoyé en 1937 en formation à la Führerschule der Sicherheitspolizei de Berlin, sortant Kriminalkommissar. Le 9 novembre 1938, il est promu Untersturmführer (sous-lieutenant) de la Gestapo, étant monté jusqu'au grade de Hauptsturmführer (capitaine) à l'été 1939.

## La guerre
Nommé en Pologne où il participe aux Einsatzgruppen, il est ensuite muté en Belgique où il officie pour la Gestapo. Après la conférence de Wannsee, il est chargé de la mise en œuvre de la « solution finale », c'est-à-dire des rafles préalables à la déportation.
Maîtrisant parfaitement l'italien, il est promu officier de liaison de Mussolini grâce à Heydrich, et est chargé du rôle de conseil de la police italienne. Après l'armistice de 1943 entre l'Italie et les Alliés, il est promu Oberbefehlshaber des Sicherheitspolizei und SD, c'est-à-dire chargé de la police secrète SD. Le 12 septembre 1943, il est promu Obersturmbannführer. Avec Otto Skorzeny, il planifie l'évasion de Mussolini. 
Début 1944, il devient le plus haut responsable du Reichssicherheitshauptamt (RSHA) à Rome, répondant directement aux directives de la Luftwaffe, dirigée par le général Kurt Mälzer, et du Höherer der SS und Polizeiführer, l'Obergruppenführer Karl Wolff. 
Commandant la police militaire allemande à Rome, il organise et exécute le massacre des Fosses ardéatines, assisté de son adjoint, le capitaine Erich Priebke, ainsi que du capitaine Karl Hass.

### La rafle du ghetto de Rome
Le 27 septembre 1943, Kappler convoque le rabbin Ugo Foà, chef de la communauté juive de Rome, ainsi que le président de la communauté. Il les menace de la déportation de 200 Juifs, sauf à verser une rançon de 50 kilogrammes d'or.
La rançon de 50 kilogrammes d'or, à laquelle le pape Pie XII ordonne aux services financiers du Saint-Siège de largement participer, ne permettra qu'une brève pause. Deux semaines plus tard, le 15 octobre 1943, trahissant la promesse faite au pape, 1 259 Juifs sont impitoyablement raflés et 1 007 d'entre eux sont envoyés à Auschwitz. Seuls 16 d'entre eux survivront. 
Kappler est également responsable de la fusillade du ghetto de Rome d'octobre 1943 et des tortures contre les partisans dans la prison de la via Tasso.

## Après-guerre
À la fin de la guerre, il est arrêté puis remis aux autorités italiennes en 1947. Il est condamné à la prison à vie en juillet 1948. En 1959, l'ancien chef de la Sicherheitsdienst (SD) tant redoutée de Rome reçoit le baptême catholique en prison, administré par un prêtre, Hugh O'Flaherty. En 1977, il profite d'une hospitalisation pour s'évader en Allemagne, qui refuse de l'extrader vers Italie. Il meurt l'année suivante à Soltau, en Allemagne.